# Johann Röttel
Johann Röttel (* in Hallein; † 28. Februar 1450 in Brixen; auch Johannes Röttel) war von 1444 bis zu seinem Tod Bischof von Brixen.

## Leben
Johann Röttel stammte aus einem bürgerlichen Elternhaus. Er war zunächst Domizellar in Freising. 1411 bewarb er sich um ein Domkanonikat in Regensburg. 1414 erhielt er die Propstei von Maria Saal in Kärnten und 1418 ein Kanonikat in Brixen. Von 1414 bis 1445 wirkte er als päpstlicher Abbreviator, zwischenzeitlich studierte er von 1419 bis 1422 in Bologna. Im Jahr 1432 übernahm er das Amt des Scholasticus in Brixen und war 1442–1444 Generalvikar in diesem Bistum.
Am 4. Januar 1444 wurde Johann Röttel zum Bischof von Brixen gewählt, die Bischofsweihe empfing er nach verzögerter Bestätigung durch Papst Felix V. am 28. Februar 1445 durch drei Weihbischöfe. Herzog Sigmund berief ihn 1447 zum Kanzler in Innsbruck, nachdem Johann Röttel den Herzog finanziell unterstützt hatte.